# Codicillo

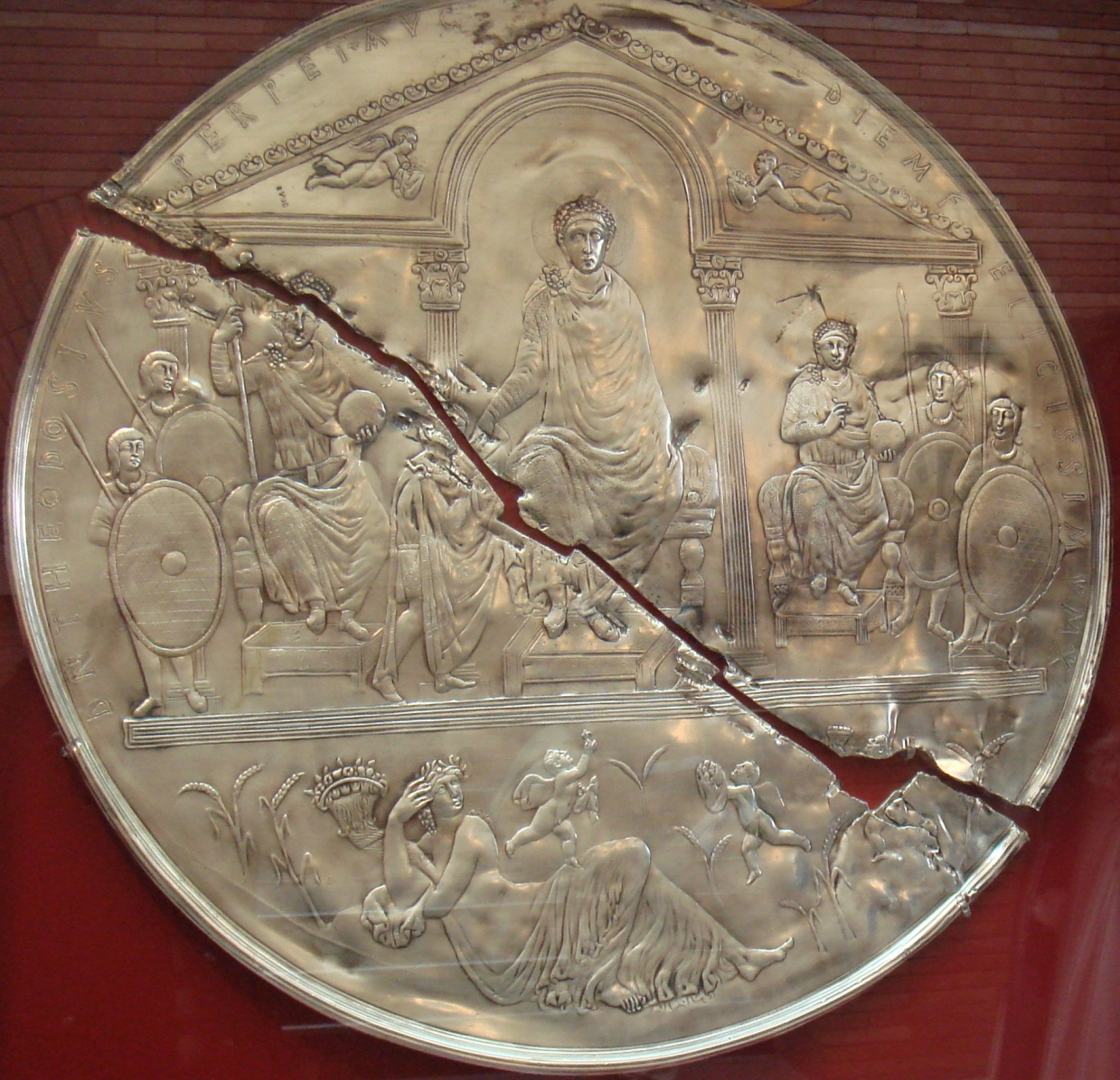
Replica del disco di Teodosio, raffigurante l'imperatore romano Teodosio I che porge un codicillo ad un funzionario imperiale di alto rango

Un codicillo è un documento che emenda un documento precedente, come un testamento, senza superarlo, aggiungendo o togliendo delle disposizioni.
Il nome deriva dal codex romano tramite codicillus, e indicava il supporto su cui questo documento veniva scritto: il codicillus era infatti un quaderno a tavolette incerate su cui prendere appunti.
Nel diritto romano i codicilli sono atti mortis causa non inseriti nel testamento.
Essi possono essere confirmati, cioè citati e riconosciuti come validi nel testamento, o non confirmati, dunque non menzionati nel testamento; possono essere del pari precedenti o successivi rispetto al testamento stesso.
Con codicillo è possibile disporre solo a titolo particolare del proprio patrimonio, dunque non si possono istituire eredi o prevedere sostituzioni, è invece possibile costituire legati o fideicommissa.
L'origine storica si fa risalire ad Augusto che ottemperò a un fedecommesso presente in un codicillo (di tale Lentulo) e in seguito convocò una commissione di giuristi guidata da Trebazio per giudicare sulla legittimità dei codicilli stessi.
In realtà questi atti dovevano essere ritenuti validi già precedentemente almeno per i legati.